# Hongarije op de Olympische Winterspelen 1984
Tijdens de Olympische Winterspelen van 1984, die in Sarajevo (Joegoslavië) werden gehouden, nam Hongarije voor de veertiende keer deel.

## Deelnemers en resultaten

### Alpineskiën
| Olympiër    | Discipline       | Resultaat | Prestatie                    |
| ----------- | ---------------- | --------- | ---------------------------- |
| Péter Kozma | reuzenslalom (m) | dnf-1     | opgave run 1                 |
| Péter Kozma | slalom (m)       | 18e       | 1.54,38 (+14,97) 59,14+55,24 |

### Biatlon
| Olympiër                                              | Discipline             | Resultaat | Prestatie                                                                                      |
| ----------------------------------------------------- | ---------------------- | --------- | ---------------------------------------------------------------------------------------------- |
| Zsolt Kovács                                          | 10 km (m)              | 33e       | 34.23,9 (+3.30,1) pen.: 1 (1 / 0)                                                              |
| Zsolt Kovács                                          | 20 km (m)              | 45e       | 1:26.18,7 (+14.26,0) pen.: 7 (3 / 2 / 0 / 2)                                                   |
| József Lihi                                           | 10 km (m)              | 58e       | 40.21,0 (+9.27,2) pen.: 6 (2 / 4)                                                              |
| Gábor Mayer                                           | 10 km (m)              | 37e       | 34.46,3 (+3.52,5) pen.: 3 (0 / 3)                                                              |
| László Palácsik                                       | 20 km (m)              | dnf       | opgave                                                                                         |
| János Spisák                                          | 20 km (m)              | 51e       | 1:28.06,9 (+16.14,2) pen.: 8 (0 / 4 / 1 / 3)                                                   |
| János Spisák Gábor Mayer László Palácsik Zsolt Kovács | 4x7,5 km estafette (m) | 14e       | 1:48.40,0 (+9.48,3) pen.: 4-13 (0-2 / 1-4 / 3-6 / 0-1) (26.57,5 / 26.34,4 / 29.03,7 / 26.04,4) |

### Kunstrijden
| Olympiër               | Discipline | Resultaat | Prestatie                                                      |
| ---------------------- | ---------- | --------- | -------------------------------------------------------------- |
| Klára Engi Attila Tóth | ijsdansen  | 16e       | 33,0 punten (verpl. dans: 17 - org. dans: 17 - vrije dans: 16) |

### Schaatsen
| Olympiër      | Discipline | Resultaat | Prestatie       |
| ------------- | ---------- | --------- | --------------- |
| Emese Hunyady | 500 m (v)  | 19e       | 43,70 (+2,68)   |
| Emese Hunyady | 1000 m (v) | 30e       | 1.29,36 (+7,75) |

Andorra · Argentinië · Australië · België · Bolivia · Bondsrepubliek Duitsland · Britse Maagdeneilanden · Bulgarije · Canada · Chili · China · Chinees Taipei · Costa Rica · Cyprus · Duitse Democratische Republiek · Egypte · Finland · Frankrijk · Griekenland · Groot-Brittannië · Hongarije · IJsland · Italië · Japan · Joegoslavië · Libanon · Liechtenstein · Marokko · Mexico · Monaco · Mongolië · Nederland · Nieuw-Zeeland · Noord-Korea · Noorwegen · Oostenrijk · Polen · Puerto Rico · Roemenië · San Marino · Senegal · Sovjet-Unie · Spanje · Tsjecho-Slowakije · Turkije · Verenigde Staten · Zuid-Korea · Zweden · Zwitserland